# Werner Lieberknecht
Werner Lieberknecht (* 1961 in Dresden) ist ein deutscher Fotograf.

## Leben
Lieberknecht machte nach dem Abitur 1980 eine zweijährige Fotografenlehre. In den Jahren 1986 bis 1988 belegte er im Fernstudium das Fach Fotografie an der Hochschule für Grafik und Buchkunst Leipzig. Zu seinen Lehrern gehörten Evelyn Richter und Arno Fischer. Seit 1987 ist er freiberuflich tätig und dokumentierte im gleichen Jahr das Studio des wenige Wochen vorher verstorbenen Bildhauers Hermann Glöckner. In den folgenden Jahren erhielt er bis 1995 mehrfach Arbeitsstipendien der Stiftung Kulturaustausch Niederlande-Deutschland sowie 1992 ein Stipendium der Stiftung Kulturfonds der neuen Bundesländer.
Lieberknecht war seit Mitte der 1980er Jahre in Deutschland, den Niederlanden und den Vereinigten Staaten in Einzel- und Gemeinschaftsausstellungen vertreten. 1997 erhielt er vom Freistaat Sachsen ein Stipendium für das Künstlerhaus Schloss Wiepersdorf in Brandenburg. Im folgenden Jahr arbeitete er an einer Ausstellung in Dresden über den Fotografiepionier Hermann Krone mit. Seit 1998 ist er Mitglied der Deutschen Gesellschaft für Photographie. 2023 erhielt er Arbeitsstipendium der Stiftung Kunstfonds Bonn.
Werke von Lieberknecht befinden sich nicht nur in sächsischen Sammlungen wie dem Bildermuseum Leipzig und dem Kupferstichkabinett Dresden, sondern u. a. auch in der Nationalgalerie Berlin, dem Museum Folkwang Essen, den Brandenburgischen Kunstsammlungen Cottbus oder der Staatlichen Galerie Moritzburg in Halle.

## Ausstellungen (unvollständig)

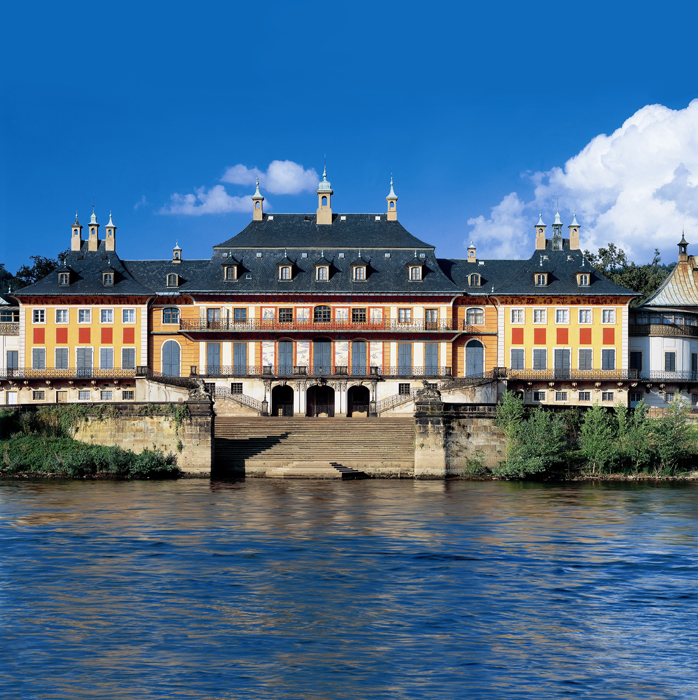
Schloss Pillnitz, Wasserpalais mit Freitreppe (Fotograf: Werner Lieberknecht)

- 1985: Galerie Stiefmütterchen, Dresden (Privatgalerie von Inge Thiess-Böttner), Einzelausstellung
- 1988: Die Scheune Dresden, Einzelausstellung.
- 1989: Bezirkskunstausstellung Dresden
- 1992: Studio Bildende Kunst Berlin, Baumschulenweg, Einzelausstellung.
- 1996: Kunsthalle im Lipsiusbau, Dresden, Einzelausstellung.
- 1997: Regierungspräsidium Dresden, Einzelausstellung.
- 1998: Künstlerhaus Schloss Wiepersdorf, Wiepersdorf, Brandenburg, Einzelausstellung.
- 2000: Georgia Museum of Art, Athens (Georgia), USA, Gemeinschaftsausstellung.
- 2001: Galerie Kunstraum Medingen, Einzelausstellung.
- 2003: Atelier Starke Fotografen, Dresden.
- 2005: Leonhardi-Museum, Dresden, Einzelausstellung.
- 2011: Museum der bildenden Künste Leipzig, Gemeinschaftsausstellung: Leipzig. Fotografie seit 1839.
- 2012: Sächsischer Landtag, Dresden, Einzelausstellung.
- 2012: Neues Museum Weimar, Weimar, Gemeinschaftsausstellung: Abschied von Ikarus.
- 2015: Galerie Himmel, Dresden, Einzelausstellung.
- 2015: Konstanz, Bildungsturm, mit Evelyn Richter
- 2016: Kunsthalle der Sparkasse Leipzig
- 2017:Sächsischer Landtag
- 2018: kuratiert Ausstellung Evelyn Richter „Von der Latenz des Bildes“, Bautzner 69, Dresden
- 2019: Josef-Hegenbarth Archiv – Kupferstichkabinett
- 2019: Aktfotografie Kunstkeller, Dresden
- 2019: Pinakothek der Moderne, München
- 2019: Galerie Brusberg mit Evelyn Richter, Berlin
- 2022: Galerie Parterre „Schönhauser Allee“ Berlin
- 2022: Galerie Barthel und Tetzner, Archiv für nonkonforme Kunst in der DDR
- 2023: Sächsische Akademie der Künste, Dresden
- 2023:Kunstsammlung, Jena
- 2024: Kunsthalle Rostock
- 2024: Bautzner 69 und Pretzel, Dresden
- 2024 Brandenburgisches Museum für Moderne Kunst

## Veröffentlichungen
- Reiner Groß, Fotos Werner Lieberknecht: Dresden. Edition Leipzig, Leipzig 1997, ISBN 3-361-00468-3.
- Peter Herbstreuth, Fotos Werner Lieberknecht: Dresden privat: Die Kunst des Sammelns. Kulturamt, Landeshauptstadt Dresden 2002, ISBN 3-930382-70-9.
- Klaus Stiebert (Hrsg.), Fotos Werner Lieberknecht: Zauberort: Dresden im Gedicht. Buchhaus Löschwitz, Dresden 2004, ISBN 3-89923-048-5.
- Bernd Heise (Hrsg.), Fotos Werner Lieberknecht: Ausstellungskatalog (2 Bände), 1. Band: Fotografien 1998-2004, 2. Band. Die Werkstatt Hermann Glöckners, Leonhardi-Museum, Dresden 2005.
- Uwe Tellkamp, Fotos Werner Lieberknecht: Die Schwebebahn: Dresdner Erkundungen. Insel-Verlag, Berlin 2010, ISBN 978-3-458-17489-9.
- Schwarzfahrten - Joy-Rides, Text von Marcel Beyer: Ex-pose-Verlag, Berlin 2011, ISBN 978-3-925935-65-7.
- Hermann Glöckner: Der Patriarch der Moderne. Zum 125. Geburtstag. Villa Grisebach Auktionen, Berlin, Wolff Verlag, Schmalkalden 2015, ISBN 978-3-941461-18-5.[1]
- Hermann Glöckner: Ein Meister der Moderne. König, Walther; Bilingual Edition (31. Oktober 2019), ISBN 3-96098-692-0/ ISBN 978-3-96098-692-8
- Lieberknecht, Werner (Hrsg.): Fasching 2024, publish&print (Verlag), ISBN 978-3-946339-52-6 (ISBN)